# Строуджер, Элмон Браун
Элмон Бра́ун Стро́уджер (англ. Almon Brown Strowger; 19 октября 1839 — 26 мая 1902) — американский бизнесмен из города Канзас-Сити (штат Миссури), запатентовал первую в мире автоматическую телефонную станцию (АТС), чем заслужил титул «отца всех АТС».

## Биография
Элмон Браун Строуджер родился 19 октября 1839 года в пригороде Нью-Йорка в семье Сэмюэла Строуджера и Джейн Кларк. Принимал участие в Гражданской войне на стороне Союза. Затем Строуджер работал учителем в школе.
Первый патент на АТС (US Patent No. 447918 10/3/1891) был заявлен 12 марта 1889 года, и выдан Строуджеру 12 марта 1891 года, вскоре после изобретения телефона.
Строуджер продал свои патенты за 1800 долларов и долю в компании за 10 000 долларов.
Скончался Э. Строуджер в мае 1902 года в городе Сент-Питерсберг (штат Флорида, США). Был похоронен на кладбище Гринвуд.

## Интересные факты
- По одной из версий, к изобретению декадно-шагового искателя Строуджера подтолкнула недобросовестная конкуренция. Строуджер был владельцем похоронного бюро в городе Канзас-сити и терпел убытки при получении заказов по телефону, так как телефонисткой на станции работала жена его прямого конкурента, — владельца другой похоронной компании. Телефонистка направляла все звонки абонентов, вызывавших похоронное бюро, своему мужу. Элмон Строуджер поклялся навсегда избавить общество от телефонисток и изобрёл автоматический телефонный коммутатор декадно-шагового типа ёмкостью до 99 абонентов на базе декадно-шагового искателя. Работающую модель искателя он создал в 1888 году, когда ему было 49 лет. На это устройство был получен патент (US Patent No. 447918 10/6/1891). Это устройство в течение десятков лет являлось основным элементом АТС. Для внедрения своей системы он основал в 1892 году компанию Strowger Automatic Telephone. Построенные по системе Э. Строуджера АТС были весьма надёжны и находились в эксплуатации во всех странах мира до 70-х годов XX века. Такие АТС работали в России[2] до середины 2000-х годов, после чего были демонтированы и заменены на цифровые.
- Э. Строуджер является также изобретателем номеронабирателя в виде вращающегося диска, который в течение десятилетий использовался в выпускаемых промышленностью телефонных аппаратах.
- В изобретении коммутатора Э. Строуджер не был пионером. Подобное устройство было изобретено ещё в 1879 году американскими инженерами братьями Дэниелом и Томасом Конноли и Томасом МакТайтом. Однако именно благодаря его энтузиазму и настойчивости идеи автоматической коммутации получили, в конце концов, практическое применение.
- АТС Строуджера, вступившая в действие в 1892 году, получила известность как «телефон без барышень и проклятий» («no dames’n’damns telephone»).
- В СССР первые АТС производились с 1927 года на заводе «Красная Заря» в Ленинграде, однако это была станция, построенная не на декадно-шаговых искателях, изобретенных Э. Строуджером, а так называемая «машинная АТС».